# Lusu
Lusu ist ein Verwaltungsbezirk (englisch Ward) des Distrikts Nzega (DC) in der tansanischen Region Tabora.

## Geografie
Lusu ist ein ländlicher Bezirk im westlichen Teil des zentralen Hochlands von Tansania, etwa 20 Kilometer Luftlinie nordöstlich der Distrikthauptstadt Nzega. Die Grenze im Norden bildet der Fluss Manonga. Bei der Volkszählung 2022 lebten 15.004 Menschen in 2264 Haushalten auf einer Fläche von 142 Quadratkilometern.
Der Bezirk grenzt im Norden an die Region Shinyanga, von Südosten bis Südwesten an den Distrikt  Nzega (TC) und im Osten und im Westen an Bezirke des Distrikts Nzega (DC):
|             | Shinyanga                                   |         |
| Nata        | Kompassrose, die auf Nachbargemeinden zeigt | Mwasala |
| Nzega Ndogo | Uchama                                      | Mbogwe  |

## Gliederung
Der Bezirk besteht aus vier Gemeinden (swahili Mtaa) mit 17 Orten (Kitongoji):
| Mwaluzwilo - Mwaluzwilo - Bujinja - Mwamawe - Bugesela | Ifumba - Ifumba - Bukingwa - Matinje - Tindempya - Butulu | Bujulu - Bujulu - Isagenhe - Mitundu - Mwamakoja | Isanga - Isanga - Iponyamadumu - Mwatandai - Mkwajuni |

## Wirtschaft und Infrastruktur
- Bergbau: Von 1997 bis 2014 wurde in der Golden Pride Mine Gold im Tagbau abgebaut.[8] Danach erfolgten Minenschließungsarbeiten und 2017 wurde das Gelände an die Regierung zurückgegeben.[9] Mehrere Bergbaugruben blieben offen und angrenzende Reisbauern beklagen, dass Bäche, die die Felder versorgten, bereits 2014 zu den Minen umgeleitet wurden.[10]
- Bildung: Die Hamza Azizi Ally Secondary School ist eine staatliche weiterführende Schule. Sie bildet Tages- und  Internatsschüler bis zur 4. Stufe aus.[11]
- Medizinische Versorgung: In der Gemeinde Mwaluzwilo gibt es ein staatliches Gesundheitszentrum[12] und in Ifumba eine staatliche Apotheke.[13]